# Résolution 1452 du Conseil de sécurité des Nations unies
Membres permanents
- Chine
- États-Unis
- France
- Royaume-Uni
- Russie

Membres non permanents
- Bulgarie
- Cameroun
- Colombie
- Guinée
- Irlande
- Mexique
- Maurice
- Norvège
- Singapour
- Syrie

Résolution no 1451 Résolution no 1453
La résolution 1452 du Conseil de sécurité des Nations Unies a été adoptée à l'unanimité le 20 décembre 2002. Après avoir rappelé les résolutions 1267 (1999), 1333 (2000), 1363 (2001), 1368 (2001) et 1390 (2001) concernant Al-Qaïda, les Taliban et le terrorisme, le Conseil de sécurité a décidé d'exemptions aux sanctions financières internationales qu'il avait imposé à ces deux organisations. 
Le Conseil de sécurité a réaffirmé la résolution 1373 (2001) et sa détermination à faciliter la mise en œuvre des obligations en matière de lutte contre le terrorisme. Agissant en vertu du Chapitre VII de la Charte des Nations Unies, le Conseil de sécurité a exempté les fonds nécessaires aux dépenses de base telles que la nourriture, le loyer, les soins médicaux, les honoraires professionnels et les dépenses extraordinaires des sanctions financières contre Oussama ben Laden, les Taliban et Al-Qaïda.  Dans le même temps, elle a décidé que la disposition prévoyant de ne pas geler les comptes pour des raisons humanitaires ne s’appliquait plus. Les États pourraient également autoriser l’ajout d’intérêts ou d’autres revenus aux comptes.

## Voir également
- Liste des résolutions du Conseil de sécurité des Nations unies sur l'Afghanistan
- Financement du terrorisme